# Nonnenfels
Der Nonnenfels, auch Nonnen-Fels oder Nonnenfelsen genannt, ist ein Naturdenkmal auf einem Ausläufer des im mittleren Pfälzerwald gelegenen Schlawiesener Berges westlich von Bad Dürkheim im gleichnamigen Landkreis Bad Dürkheim in Rheinland-Pfalz.

## Lage
Der Nonnenfels liegt nordwestlich von Hardenburg, einem Ortsteil von Bad Dürkheim auf einem etwa 195 m ü. NHN hohen südöstlichen Bergsporn des Schlawiesener Berges (auch Schlawiser Berg genannt), der sich zwischen dem südlich verlaufenden Isenachtal und dem nordwestlich gelegenen Klaustal erhebt. Auf dem Felsen befindet sich die Ruine einer mittelalterlichen Felsenburg.
Der Nonnenfels liegt am Fernwanderweg Saar-Rhein-Main und ist von einem östlich unterhalb gelegenen Wandererparkplatz erreichbar.

## Geschichte
Über den Erbauer und die Bewohner der Burg liegen keine Erkenntnisse vor. Ebenso ist der ursprüngliche Name der Burg nicht überliefert. Vermutungen reichen von einer ursprünglichen Holzburg mit Erbauungsdatum von 1000 bis 1200 bis zur Errichtung als Vorburg für die östlich gelegene, direkt sichtbare, Hardenburg aus salischer Zeit im 13. Jahrhundert. Eine genauere Datierung ist auf Grund der Nutzung als Steinbruch sowie durch Felsverstürze nicht mehr möglich. Auch über die Zerstörung und Aufgabe gibt es keine gesicherten Erkenntnisse. Eine Zerstörung im 17. Jahrhundert wird vermutet.

## Anlage
Von der 20 Meter langen, kleinen Felsenburg sind nur noch Ausarbeitungen im Felsen, wie Türrahmen, Balkenlöcher, Stufen, ein vermeintlicher Steinaltar sowie geringes Mauerwerk vorhanden. Ein natürlicher, künstlich erweiterter Halsgraben ist im westlichen Bereich noch erkennbar. Der ursprüngliche Zugang der Burg lag ebenfalls im westlichen Bereich und nicht wie der heutige Zugang aus östlicher Richtung des Klaustales.
Die Burgruine ist jederzeit frei zugänglich.

## Sage
Der Sage nach wurde die kleine Burg von Adelinde, der Tochter des Grafen von Leiningen, erbaut. Sie lebte einst auf der Hardenburg und verliebte sich in den Knappen Otto (oder Ruprecht). Der Vater duldete diese Liaison nicht. Der Knappe wurde auf einen Kreuzzug ins Heilige Land geschickt. Als ein Kamerad des Knappen von dessen Tod in Jerusalem im Kampf gegen die Sarazenen berichtet, verliert Adelinde alle Hoffnung und begibt sich ins Kloster, um zwischen Gebet und Krankenpflege ihren Schmerz zu lindern. Doch auch dort hielt sie es nicht lange aus. Mit einer Freundin baute sie sich gegenüber der Hardenburg ein neues Heim als Nonne. Sie beschäftigte sich fortan mit der Heil- und Kräuterkunde und blieb unerkannt. Eines Tages stürzte ihr Vater bei der Jagd und verletzte sich schwer. Man ging zur Nonne und bat sie um Hilfe. Der Vater erkannte sie nicht, aber sie rettete ihn. Als der Graf wieder gesund war, besuchte er die Nonne in ihrer kleinen Burg und erkannte seine Tochter wieder. Er bat sie, auf die Hardenburg zurückzukehren, doch sie lehnte ab. Sie kam jedoch noch oft auf die benachbarte Burg, um als Klausnerin Kranken und Armen zu helfen.